# Xironodrilus bashaviae
Xironodrilus bashaviae är en ringmaskart som beskrevs av Holt och Weigl 1979. Xironodrilus bashaviae ingår i släktet Xironodrilus och familjen Xironodrilidae. Inga underarter finns listade i Catalogue of Life.